# 1997 UC15
1997 UC15 är en asteroid i huvudbältet som upptäcktes den 26 oktober 1997 av de båda japanska astronomerna Takeshi Urata och Yoshisada Shimizu vid Nachi-Katsuura-observatoriet.